# Vlake (arheološka zona)
Vlake su arheološka zona u selu Katunima u općini Šestanovcu.

## Opis
Nastalo od 2000. pr. Kr. do 1500. pr. Kr. Vlake je kamenita zaravan sjeverno od župne crkve u Kreševu-Katunima. Na njenom središnjem dijelu sačuvano je križanje dviju rimskih cesta. Upravo su na položaju „Vlake“ tragovi tih prometnica a radi se o t.zv. spurilama ili kolotrazima razmaknutim oko 1,3 metra, najbolje sačuvani. Na južnom dijelu zaravni, na njenom rubu prema naselju Katunima Polju, smjestila se prapovijesna gradina „Kulina“ sa sačuvanim bedemom (danas nasip) koji je najizrazitiji na istočnoj i dijelom sjevernoj strani. Zapadna granica ove zaštite teče po putu koji od zaseoka Mandušićâ vodi prema Gornjim Rubićima i s obzirom na svoje karakteristike vjerojatno je nastao tijekom srednjeg ili ranog novog vijeka. Čitav prostor predstavlja jednu od najsačuvanijih arheoloških cjelina ovog tipa u Dalmaciji.

## Zaštita
Pod oznakom Z-7064 zavedena je kao nepokretno kulturno dobro - kulturno-povijesna cjelina, pravna statusa zaštićena kulturnog dobra, klasificirano kao "arheološka baština".